# Acantholimon yildizelicum
Acantholimon yildizelicum är en triftväxtart som beskrevs av Akaydin. Acantholimon yildizelicum ingår i släktet Acantholimon och familjen triftväxter. Inga underarter finns listade i Catalogue of Life.